# Lee Yong-rae
Lee Yong-rae (17 de abril de 1986) é um futebolista profissional sul-coreano que atua como defensor.

## Carreira
Lee Yong-rae representou a Seleção Sul-Coreana de Futebol na Copa da Ásia de 2011.